# Sempach
Sempach est une commune et une ville suisse du canton de Lucerne, située dans l'arrondissement électoral de Sursee.

## Géographie

Vue aérienne (1954).

### Situation
Le territoire de Sempach s'étend sur 8,91 km2. Lors du relevé de 2013-2018, les surfaces d'habitations et d'infrastructures représentaient 21,2 % de sa superficie, les surfaces agricoles 63,7 %, les surfaces boisées 14,3 % et les surfaces improductives 1,1 %.
La ville de Sempach est située au bord du lac du même nom.

### Transports
- Sur la ligne ferroviaire Lucerne - Olten, à 41 km d’Olten et à 16 km de Lucerne.
- Autoroute A2, sortie 21.

## Histoire
Non loin du village, a lieu le 9 juillet 1386 la bataille de Sempach que les Habsbourg perdent face aux Lucernois aidés des Confédérés. Sept ans plus tard, en 1393, le convenant de Sempach est signé dans le village lors de la commémoration de la bataille.

## Monuments
- La Kirchbühl offre un Dit des trois morts et des trois vifs, représentation murale montrant trois jeunes gentilshommes interpellés dans un cimetière par trois morts, qui leur rappellent la brièveté de la vie et l'importance du salut de leur âme.
- Tour des Sorcières
- Porte de Lucerne
- Église municipale Saint-Étienne
- Chapelle commémorative Saint-Jacques
- Hôtel de Ville
- La cité
- La Station ornithologique suisse de Sempach

Sempach reçoit en 2017 de l’association Patrimoine suisse le prix Wakker récompensant le soin que les autorités locales mettent à la conservation de leur patrimoine.